# 933 Susi
933 Susi este un asteroid din centura principală, descoperit pe 10 februarie 1927, de Karl Reinmuth.